# Барисио, Карлос
Карлос Хосе Барисио (исп. Carlos José Barisio; 3 января 1951, Сан-Фернандо, Буэнос-Айрес — 5 февраля 2020) — аргентинский футболист, играл на позиции вратаря.

## Биография
Барисио начал свою профессиональную карьеру в «Ривер Плейт», воспитанником которого и являлся. Он дебютировал в 1971 году, но в течение нескольких сезонов оставался сменщиком других вратарей: Уго Карбальо, Альфредо Жироначчи и Хосе Альберто Переса. Сыграв 26 матчей в Примере, Барисио решил покинуть «Ривер», чтобы получать больше игровой практики. Он вместе с Эдгардо Ди Меолой перешёл в «Химнасия и Эсгрима» за 110 миллионов песо. Он провёл в команде восемь месяцев: с 15 февраля 1975 года (день дебюта) до 5 октября того же года. Барисио был основным вратарём на протяжении всего чемпионата 1975 года, играя в Метрополитано и Насьональ. Затем он перешёл в «Олл Бойз», с которым остался на два сезона, проведя 59 матчей. В 1978 году он был куплен «Феррокарриль Оэсте». В следующем году под руководством Карлоса Григуоля Барисио стал основным вратарём, а в 1981 году он установил рекорд аргентинской Примеры: 1075 минут без пропущенных мячей. Большой вклад в рекорд сделали и защитники команды: Эктор Купер, Хуан Доминго Роккия и Оскар Гарре. Барисио также внёс вклад в победу команды в Насьонале 1982 года. Благодаря своей игре за «Ферро» в 1983 году Барисио был приобретен «Бока Хуниорс». Он дебютировал в новом клубе 3 апреля 1983 года в матче с «Платенсе Висенте-Лопес», отстоял без пропущенных мячей. Это был его единственный матч в Насьонале 1983 года, в Метрополитано он сыграл ещё два матча против «Нуэва Чикаго» и «Уракана», пропустил по одному голу в каждой игре. Позже он покинул «Боку» и выступал за «Депортиво Арменио» и «Чакарита Хуниорс».
Карлос Барисио скончался от рака лёгких 5 февраля 2020 года.